# 琉球漢字
琉球漢字是琉球國時代開始在琉球使用的漢字，由於琉球曾向中國朝貢，不少書面文件使用漢文和漢字，而琉球語固有詞除使用琉球國字頭（假名）表記外，亦有使用漢字訓讀或音讀表記，這些漢字就是琉球漢字。

## 漢文文書
不少琉球的書面文件，包括官方文書和家譜等均使用漢字、漢文書寫。

## 琉球語詞彙漢字寫法
琉球語的詞彙也可以用漢字表記，如表示「幸運」、「吉祥」、「與自然調和」之意的，漢字作。琉球語對沖繩本島的称呼有、，、，其中、漢字作，、則作。當地傳統宗教的女祭司漢字作。
部份琉球語詞彙有多於一種漢字寫法，如當地的一種藝娼，漢字可寫成、等不同寫法。

## 字形
大部份琉球漢字寫法與中文通用繁體字相同，但亦有少數例外，如「慎」作（愼为慎的本字），「島」作（與日語漢字類似）等。